# Пяйянне (водогін)

Схема водогону Пяйянне: 1 — Асіккаланселькя; 2 — станція розподілу води Калліомякі; 3 — станція водопостачання Корпімякі; 4 — водосховище Сілвола

Водогін Пяйянне (фін. Päijännetunneli, швед. Päijännetunneln) — тунель-водогін, розташований на півдні Фінляндії. Його довжина становить 120 км, глибина закладення від 30 до 100 м від поверхні. Другий за довжиною скельний тунель після акведука у Делавері (США).
Метою побудови водогону є водопостачання столичної агломерації Фінляндії, в містах якої (Гельсінкі, Еспоо, Вантаа тощо) проживає понад мільйон осіб.

## Траса
Водогін починається в Асіккалансельке на озері Пяйянне, другого за акваторією у Фінляндії. Зважаючи на великі похили тунелю вода по ньому тече самопливом. Вода з південної частини озера Пяйянне має настільки високу якість, що її можна використовувати для пиття без додаткового очищення. Закінчення тунелю — водосховище Сілвола у місті Вантаа (Великий Гельсінкі). З водосховища, що має площу близько 0,5 км², вода за допомогою насосів передається на станції водопостачання у Піткякоскі і Ванхакаупункі. Низька постійна температура у тунелі гарантує високу якість води тому для її очищення потрібні мінімальні зусилля.

## Будівництво, обслуговування і ремонт
Будівництво водогону почалося в 1972 році і закінчилося в 1982 році, кошторисна вартість склала близько 200 млн євро (з поправкою на інфляцію) У 2001 частина водогону зажадала ремонту через обвал.
У 2008 році водогін було значно оновлено. Південна частина тунелю була посилена з метою запобігання розмиву породи. Поки йшли роботи з оновлення, з 15 квітня по 31 грудня, водопостачання великого Гельсінкі здійснювалося шляхом забору води з річки Вантаа. Ремонт обійшовся у 18 млн євро.
Поперечний переріз водогону становить 16 м², що дозволяє пропускати 10 м³/с води. У разі надзвичайної ситуації водогін може бути використаний як резервне водосховище.

## Галерея

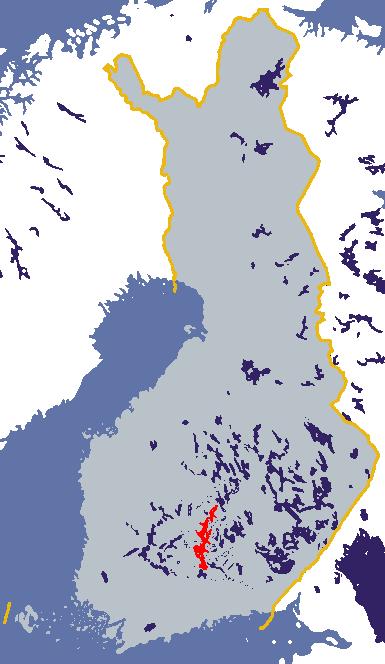
Озеро Пяйянне на мапі Фінляндії.
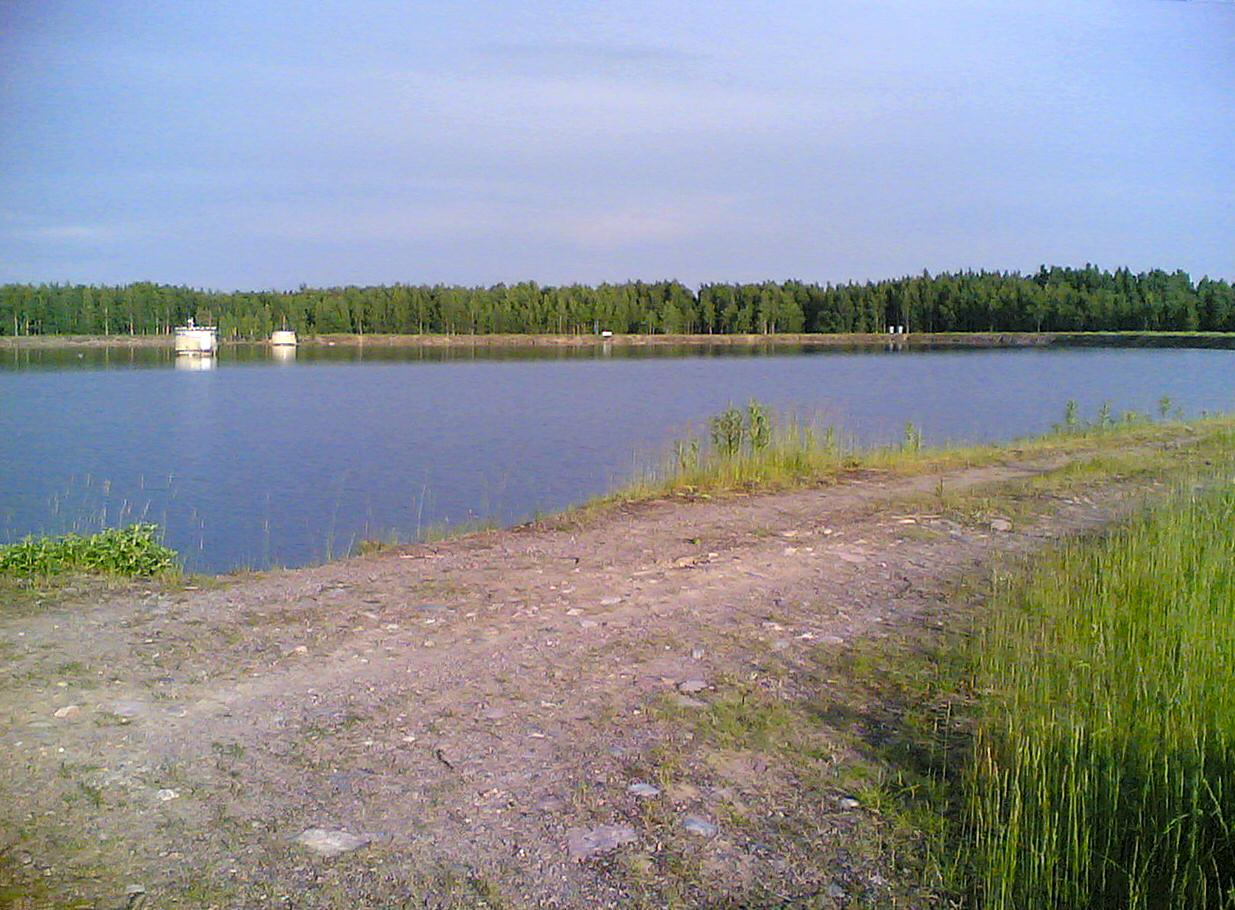
Водосховище Сілвола, кінцева точка водогону

## Ресурси Інтернету
- Finnish Tunnelling Association, Päijänne Water Tunnel
- Pääkaupunkiseudun Vesi Oy